# 沃吉耶拉
沃吉耶拉（義大利語：Voghiera），是意大利费拉拉省的一个市镇。总面积40平方公里，人口3892人，人口密度97.3人/平方公里（2009年）。ISTAT代码为038023。